# Lago Urmía
El lago Urmía (en persa: دریاچه ارومیه, Дарйаче-йе Орумийе‎; en azerí: Urmiya gölü; en kurdo: Gola Urmiyê, en armenio: Ուրմիա լիճ, Урмия лич или Կապուտան - Капутан, o lago Azul) es un lago salado del Azerbaiyán iraní, al noroeste de Irán. Su superficie es de 5200 km²; tiene una longitud máxima de 140 km y una anchura máxima de 55 km. La profundidad máxima es de 16 m.

## Descripción

El lago Urmía ha ido desecándose en los últimos años.

El lago recibe el nombre de la ciudad de Urmía, nombre arameo que quiere decir «ciudad del agua». Antiguamente su nombre en persa era «Shishast». La región hacia el oeste perteneció al Reino de Armenia y los armenios lo llamaron «Kaputan». En el siglo VIII la región en que se encuentra fue islamizada. Hacia 1930 el sah Reza Pahlavi le cambió el nombre a «Rezaiyeh» (ریاچهٔ رضائیه) pero el nombre fue eliminado tras la Revolución islámica de 1979.
Tiene 102 islas que son focos de aves migratorias. En la isla Shahi (la segunda más grande) se halla la tumba del kan mongol Hulagu, nieto de Gengis Kan.
El lago pierde por evaporación casi un metro cada año. En el agua no hay peces por su alto índice de salinidad, no obstante el lago Urmía es considerado uno de los mayores hábitats naturales de Artemia salina, la cual sirve como fuente de alimentación a numerosas aves migratorias, como los flamencos.
La mayor parte del lago es un parque nacional y es una reserva de la biosfera de la Unesco. El 23 de junio de 1975, 483 000 ha fueron declaradas Sitio Ramsar (n.º ref. 38).

## Islas
El lago Urmía tenía aproximadamente 102 islas. La isla Shahi fue históricamente la más grande del lago. Sin embargo, se convirtió en una península conectada a la orilla oriental cuando el nivel del lago descendió.
La isla Shahi es el lugar de enterramiento tanto de Hulagu Khan (uno de los nietos de Gengis Khan) como del hijo de Hulagu Abaqa. Ambos khanes fueron enterrados en un castillo sobre acantilados de 300 m a lo largo de la costa de la isla.
En 1967, el Departamento de Medio Ambiente iraní envió un equipo de científicos para estudiar la ecología de la isla de Shahi. Javad Hashemi publicó en la revista científica Iranian Scientific Sokhan varios resultados del estudio, que incluían los hábitos de reproducción de la artemia.  Se introdujeron en las islas una manada de antílopes y gacelas iraníes, algunos de los cuales sobreviven en la actualidad. Los leopardos de Anatolia que también se introdujeron para controlar el número de estos antílopes sobrevivieron durante años, y se extinguieron a principios de la década de 1980.

## Arqueología e historia
La región del lago Urmia cuenta con una gran cantidad de yacimientos arqueológicos que se remontan al Neolítico. En las excavaciones arqueológicas de los asentamientos de la zona se han encontrado artefactos que datan de alrededor de 7000 a. C. y posteriores.
Las excavaciones en el yacimiento arqueológico de Teppe Hasanlu, al suroeste del lago Urmia, también revelaron viviendas que se remontan al sexto milenio a. C.
Un yacimiento relacionado es Yanik Tepe, en la orilla oriental del lago Urmia, que fue excavado en los años 50 y 60 por C. A. Burney.
Otro yacimiento importante de la zona, de aproximadamente la misma época, es Hajji Firuz Tepe, donde se descubrieron algunas de las pruebas arqueológicas más antiguas de vino de uva.
Kul Tepe Jolfa es un yacimiento situado en el condado de Jolfa, a unos 10 km al sur del río Araxes. Data del período calcolítico (5000-4500 a. C.).
Los kurganes de Se Girdan están situados en la orilla sur del lago Urmia. Algunos de ellos fueron excavados en 1968 y 1970 por O. Muscarella. Ahora se han vuelto a fechar en la segunda mitad del cuarto milenio, aunque originalmente se pensaba que eran mucho más jóvenes.
Una de las primeras menciones del lago Urmia procede de los registros de Asiria del siglo IX a. C. Allí, en los registros del reinado de Shalmaneser III (858-824 a. C.), se mencionan dos nombres en la zona del lago Urmia: Parsuwaš (es decir, el Persa) y Matai (es decir, los Mitanni). No está del todo claro si se referían a lugares o a tribus, o cuál era su relación con la posterior lista de nombres personales y "reyes". Pero los Matai eran medos y lingüísticamente el nombre Parsuwaš coincide con la palabra persa antiguo pārsa, una designación etnolingüística aqueménida.
El lago fue el centro del reino manaeo. Un posible asentamiento manneano, representado por el montículo de ruinas de Hasanlu, estaba en el lado sur del lago. Mannae fue invadida por los Matiani o Matieni, un pueblo iraní identificado en varias ocasiones como escita, Saka, sármata o cimerio. No está claro si el lago tomó su nombre del pueblo o el pueblo del lago, pero el país pasó a llamarse Matiene o Matiane, y dio al lago su nombre latino.
La batalla de Urmia, con victoria persa, se libró cerca del lago en 1604, durante la Guerra Otomano-Safávida de 1603-1618.
En los últimos quinientos años, en la zona del lago Urmia han vivido azerbaiyanos, kurdos, iraníes, asirios y armenios.

## Ecología

### Paleoecología
Una investigación palinológica sobre núcleos largos del lago Urmia ha revelado un registro de casi 200  de vegetación y cambios en el nivel del lago. La vegetación ha pasado de las estepas de Artemisia durante los periodos glaciares/estadiales a los bosques esteparios de roble y enebro durante los periodos interglaciares/interestadiales. El lago ha tenido una historia hidrológica compleja y sus niveles de agua han fluctuado mucho en la historia geológica. Se ha sugerido que los niveles del lago fueron muy altos en algunos intervalos de tiempo durante los dos últimos periodos glaciares, así como durante el Último Interglaciar y el Holoceno. Los niveles lacustres más bajos se han producido durante los últimos períodos glaciares.

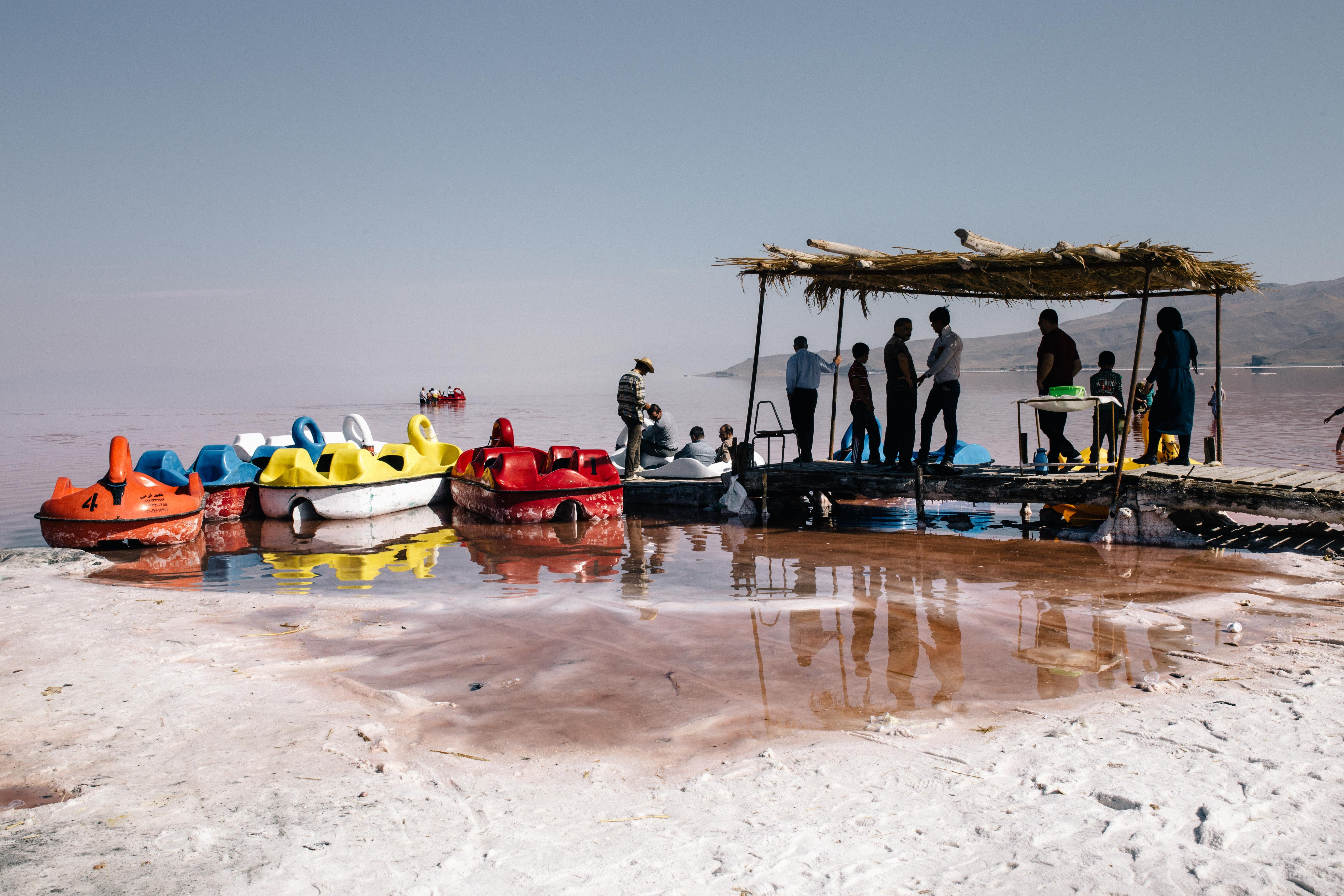
En vacaciones La gente acude a ver el lago Urmia en torno a la carretera "Shahid Kalantari" que todavía tiene agua. La autopista "Shahid Kalantari", de 15 km, se ha construido secando el 85% del límite entre los lados occidental y oriental del lago. La construcción de la autopista ha provocado la desconexión de las mitades norte y sur y ha realizado cambios naturales y fundamentales en las características hidrodinámicas y ecológicas de la región del lago

### Ecología moderna
Según las últimas listas de comprobación de la biodiversidad del lago Urmia en 2014 y 2016, alberga 62 especies de archaebacteria y bacterias, 42 especies de microhongos, 20 especies de fitoplancton, 311 especies de plantas, cinco especies de molusca, 226 especies de aves, 27 especies de anfibios y reptiles y 24 especies de mamíferos (se han registrado 47 fósiles en la zona).
El lago Urmia es un área protegida registrada internacionalmente tanto como UNESCO Reserva de la Biosfera y un sitio Ramsar. El Departamento de Medio Ambiente de Irán ha designado la mayor parte del lago como Parque Nacional.
El lago está jalonado por más de un centenar de pequeñas islas rocosas, que sirven de puntos de parada durante las migraciones de varias especies de aves, como flamencos, pelícanos, espátulas, ibis, cigüeñas, tarros, avocetas, zancos y gaviotas. Una reciente sequía ha disminuido significativamente la cantidad anual de agua que recibe el lago. Esto, a su vez, ha aumentado la salinidad del agua del lago, reduciendo su viabilidad como hogar de miles de aves migratorias, incluyendo una gran población de flamencos. La salinidad ha aumentado especialmente en la mitad del lago situada al norte del puente del lago Urmía.
Debido a su elevada salinidad, el lago ya no alberga ninguna especie de pez. No obstante, el lago Urmia se considera un importante hábitat natural de Artemia, que sirve de fuente de alimento a las aves migratorias, como los flamencos A principios de 2013, el entonces jefe del Centro de Investigación de Artemia de Irán fue citado diciendo que la Artemia urmiana se había extinguido debido a los drásticos aumentos de la salinidad. Sin embargo, esta valoración ha sido desmentida,  y recientemente se ha descubierto otra población de esta especie en el lago Salado de Koyashskoye en la Península de Crimea.

### Caída del nivel y aumento de la salinidad
El lago es una importante barrera entre Urmia y Tabriz, dos de las ciudades más importantes de las provincias de Azerbaiyán Occidental y Azerbaiyán Oriental. En la década de 1970 se inició un proyecto para construir una autopista a través del lago, pero se abandonó tras la Revolución iraní de 1979, dejando una 15 km (9,3 mi) calzada con una brecha sin salvar. El proyecto se reactivó a principios de la década de 2000 y se completó en noviembre de 2008 con la inauguración del 1,5 km (0,9 mi) [Puente sobre el lago Urmia]] que cruza la brecha restante. El entorno altamente salino ya está oxidando fuertemente el acero del puente a pesar del tratamiento anticorrosivo. Los expertos han advertido que la construcción de la calzada y el puente, junto con una serie de factores ecológicos, acabará por secar el lago, convirtiéndolo en una marisma salina, lo que afectará negativamente al clima de la región.

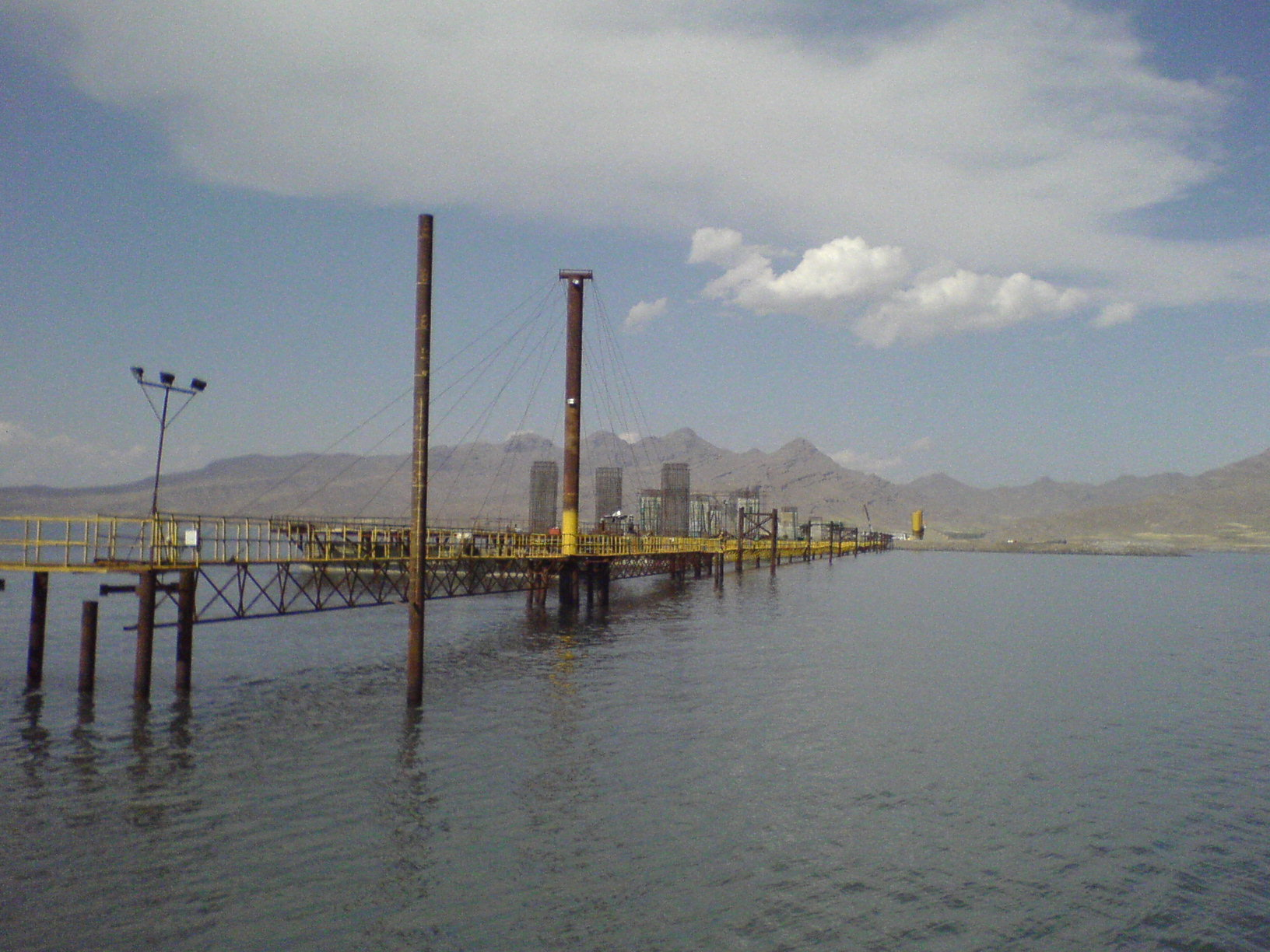
Construcción del puente sobre el lago Urmia en 2005

El lago Urmia lleva mucho tiempo reduciéndose, con una tasa de evaporación anual de 0,6 a 1 m. Aunque ahora se están tomando medidas para invertir la tendencia el lago se ha reducido en un 60 % y podría desaparecer por completo. Sólo queda el 5 % del agua del lago.
El 2 de agosto de 2012, Muhammad-Javad Muhammadizadeh, jefe de la Organización de Protección del Medio Ambiente de Irán, anunció que Armenia había aceptado transferir agua desde Armenia para contrarrestar el crítico descenso del nivel de agua del lago Urmia, remarcando que "el clima cálido y la falta de precipitaciones han llevado al lago a sus niveles de agua más bajos jamás registrados". Añadió que los planes de recuperación del lago incluían la transferencia de agua desde la provincia de Azerbaiyán Oriental. Anteriormente, las autoridades iraníes habían anunciado un plan para trasvasar agua del río Aras, que limita con Irán y Azerbaiyán, pero el plan de 950.000 millones de toman fue abandonado debido a las objeciones de Azerbaiyán.
En julio de 2014, el presidente de Irán, Hassan Rouhani, aprobó planes para un programa de 14 billones de riales (más de 500 millones de dólares) en el primer año de un plan de recuperación. Se supone que el dinero se utilizará para la gestión del agua, la reducción del uso del agua por parte de los agricultores y la restauración del medio ambiente. Varios meses antes, en marzo de 2014, el Departamento de Medio Ambiente de Irán y el Programa de las Naciones Unidas para el Desarrollo (PNUD) publicaron un plan para salvar el lago y el humedal cercano, que preveía un gasto de 225 millones de dólares en el primer año y 1300 millones de dólares en total para la restauración.
A partir de 2016, la Organización de las Naciones Unidas para la Alimentación y la Agricultura (FAO) y el Programa de Restauración del Lago Urmia (ULRP) firmaron un proyecto financiado por el Gobierno de Japón titulado "Un programa integrado para la gestión sostenible de los recursos hídricos en la cuenca del lago Urmia" para apoyar al ULRP en su objetivo de restaurar el lago Urmia. El proyecto establece un marco multidisciplinar que abarca varias áreas clave interrelacionadas y pretende obtener cinco resultados: 
1. Un sistema avanzado de contabilidad del agua para toda la cuenca del lago Urmia;
2. Un sistema de gestión de la sequía basado en la evaluación del riesgo/vulnerabilidad y la respuesta de preparación para la cuenca;
3. Un programa de medios de vida socioeconómicos con alternativas viables y sostenibles a las actividades agrícolas actuales aguas arriba del lago para reducir el consumo de agua de forma significativa y mantener al mismo tiempo los ingresos y los medios de vida de las comunidades afectadas;
4. Un programa de gestión integrada de las cuencas hidrográficas;
5. Un programa de desarrollo de capacidades para reforzar a las partes interesadas a diferentes niveles.

La Presa de Silveh en el Condado de Piranshahr debería estar terminada en 2015. A través de un túnel y canales, transferirá hasta 121 700 000 m³ (32 149 736 936,2 galAm) de agua anualmente desde el río Lavin en la cuenca del Pequeño Zab a la cuenca del lago Urmia.
En 2015, el gabinete del presidente Hassan Rouhani aprobó 660 millones de dólares para mejorar los sistemas de riego, y medidas para combatir la desertificación.
En septiembre de 2018, Un grupo de trabajo encargado de revivir el lago Urmia ha comenzado a cultivar dos tipos de plantas para salvar la región de las partículas de sal. Las dos plantas son Nitraria o Karadagh y Tamarix o Shoorgaz, que se plantan en los terrenos de la aldea Jabal Kandi en el Urmia Condado de Urmia, para frenar el viento que trae consigo las partículas de sal.

### Protestas medioambientales
La perspectiva de que el lago Urmia pueda secarse por completo ha provocado protestas en Irán y en el extranjero, dirigidas tanto al gobierno regional como al nacional. Las protestas estallaron a finales de agosto de 2011 después de que el Parlamento iraní votara no proporcionar fondos para canalizar el agua del Río Aras para elevar el nivel del lago. Al parecer, el parlamento propuso en su lugar reubicar a las personas que viven alrededor del lago Urmia.
Más de 30 activistas fueron detenidos el 24 de agosto de 2011 durante una comida iftar. Al no existir el derecho a protestar públicamente en Irán, los manifestantes han incorporado sus mensajes en los cánticos de los partidos de fútbol. El 25 de agosto, varios aficionados al fútbol fueron detenidos antes y después del partido del derby de Tabriz entre el Tractor Sazi F.C. y el Shahrdari Tabriz F.C. por gritar consignas a favor de la protección del lago, entre ellas "El lago Urmia se muere, el Majlis [parlamento] ordena su ejecución".
Otras manifestaciones tuvieron lugar en las calles de Tabriz y Urmia el 27 de agosto y el 3 de septiembre de 2011. Un vídeo amateur de estos sucesos mostraba a policías antidisturbios en motocicletas atacando a manifestantes aparentemente pacíficos. Según el gobernador de Azerbaiyán Occidental, al menos 60 partidarios del lago fueron detenidos en Urmia, y decenas en Tabriz, porque no habían solicitado un permiso para organizar una manifestación.
El efecto del cambio climático en el lago, ha sido ampliamente cubierto por el fotoperiodista iraní Solmaz Daryani.

## Química del agua
El agua del lago contiene los siguientes cationes Na+, K+, Ca2+, Li+ y Mg2+, mientras que los principales aniones son Cl−, SO2−
4, HCO−
3. La concentración de Na+ y Cl− es aproximadamente cuatro veces superior a la concentración en el agua de mar normal. Existe una concentración de iones de sodio levemente más elevada en el sur que en el sector norte del lago, que podría denerse a la menor profundidad del sector sur, y un mayor ritmo de evaporación neto.
El lago está dividido en norte y sur, separados por el puente del lago Urmia y su causeway asociada, el cual fue construido en el 2008. El puente solo deja libre un sector de 1,5 km, lo que restringe el intercambio de agua entre las dos zonas. A causa de la sequía y la demanda cada vez mayor de agua por parte de la agricultura en la cuenca del lago, la salinidad del lago se ha elevado a más de 300 g/l en años recientes, y grandes zonas del lago se han secado.